# Nikki Hamblin
Nikki Hamblin (ur. 20 maja 1988) – brytyjska lekkoatletka reprezentująca od 1 lipca 2009 roku Nową Zelandię, która specjalizuje się w biegach średnich. 
Mistrzyni Wielkiej Brytanii w juniorskich kategoriach wiekowych a także zwyciężczyni prestiżowych zawodów krajowych w tych grupach wiekowych i uczestniczka meczów międzypaństwowych juniorów. Jako seniorka jest wielokrotną złotą medalistką mistrzostw Nowej Zelandii, w 2009 zdobyła także srebrny medal mistrzostw Australii w biegu na 800 metrów.
Bez sukcesów startowała, w pierwszym międzynarodowym występie w barwach Nowej Zelandii, na mistrzostwach świata w Berlinie (2009). W 2010 reprezentował Azję i Oceanię na zawodach pucharu interkontynentalnego oraz zdobyła srebrne medale w biegach na 800 oraz 1500 metrów podczas igrzysk Wspólnoty Narodów. 
Rekordy życiowe: bieg na 800 metrów – 1:59,66 (4 września 2010, Split); bieg na 1500 metrów – 4:04,82 (22 lipca 2011, Barcelona) były rekord Nowej Zelandii.

## Osiągnięcia
| Rok  | Impreza                              | Miejsce        | Konkurencja    | Lokata      | Wynik    |
| ---- | ------------------------------------ | -------------- | -------------- | ----------- | -------- |
| 2004 | Igrzyska Wspólnoty Narodów młodzieży | Bendigo        | bieg na 1500 m | 2. miejsce  | 4:31,11  |
| 2009 | Mistrzostwa świata                   | Berlin         | bieg na 800 m  | eliminacje  | 2:31,94  |
| 2009 | Mistrzostwa świata                   | Berlin         | bieg na 1500 m | półfinał    | 4:10,96  |
| 2010 | Puchar interkontynentalny            | Split          | bieg na 800 m  | 7. miejsce  | 1:59,66  |
| 2010 | Puchar interkontynentalny            | Split          | bieg na 1500 m | 6. miejsce  | 4:22,45  |
| 2010 | Igrzyska Wspólnoty Narodów           | Nowe Delhi     | bieg na 1500 m | 2. miejsce  | 4:05,97  |
| 2010 | Igrzyska Wspólnoty Narodów           | Nowe Delhi     | bieg na 800 m  | 2. miejsce  | 2:00,05  |
| 2011 | Mistrzostwa świata                   | Daegu          | bieg na 800 m  | eliminacje  | 2:02,87  |
| 2011 | Mistrzostwa świata                   | Daegu          | bieg na 1500 m | eliminacje  | 4:36,70  |
| 2014 | Igrzyska Wspólnoty Narodów           | Glasgow        | bieg na 800 m  | 7. miejsce  | 2:02,43  |
| 2014 | Igrzyska Wspólnoty Narodów           | Glasgow        | bieg na 1500 m | 5. miejsce  | 4:10,77  |
| 2015 | Mistrzostwa świata                   | Pekin          | bieg na 1500 m | eliminacje  | 4:16,65  |
| 2016 | Igrzyska olimpijskie                 | Rio de Janeiro | bieg na 1500 m | eliminacje  | 4:11,88  |
| 2016 | Igrzyska olimpijskie                 | Rio de Janeiro | bieg na 5000 m | 17. miejsce | 16:14,24 |